# Ramphocelus dimidiatus
La tangara dorsirroja (en Panamá) (Ramphocelus dimidiatus), también denominada sangre de toro encendido (en Venezuela) o toche pico de plata (en Colombia),   es una especie de ave paseriforme de la familia Thraupidae, perteneciente al  género Ramphocelus. Es nativa del este de América Central y noroeste de América del Sur

## Distribución y hábitat
Se distribuye por la mayor parte de Panamá, en el norte, nororiente y occidente de Colombia (Chocó y occidente del Valle del Cauca, Norte de Santander, Sierra Nevada de Santa Marta) y en la cuenca del lago Maracaibo en el oeste de Venezuela.
Además la especie fue introducida en Tahití.
Esta especie es considerada bastante común en sus hábitats naturales: los bordes del bosque húmedo, claros con arbustos y áreas cultivadas, por debajo de los 1300 m de altitud.

## Descripción
Mide 18 cm de longitud. El pico del macho adulto presenta la mandíbula blanca plateada brillante y gruesa; su cabeza, dorso y pecho son de color rojo grana y rojo carmesí brillante a los lados la espalda, en la grupa y en el vientre. Las alas, la cola y el centro del abdomen son de color negro. La hembra se diferencia porque tiene todo el pico negruzco, la garganta y el pecho negros y el rojo de la cabeza y las partes superiores opaco, aunque presenta rojo nítido en el abdomen y la grupa.

## Reproducción
La hembra pone dos huevos azules con puntos oscuros.

## Sistemática

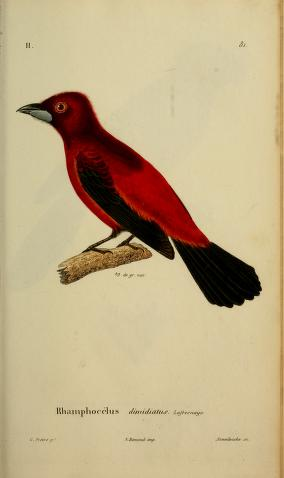
Ramphocelus dimidiatus, ilustración de Jean-Gabriel Prêtre en Magasin de Zoologie, 1837.

### Descripción original
La especie R. dimidiatus fue descrita por primera vez por el naturalista francés Frédéric de Lafresnaye en 1837 bajo el mismo nombre científico; su localidad tipo es: «Cartagena, Colombia».

### Etimología
El nombre genérico masculino «Ramphocelus» se compone de las palabras del griego «rhamphos»: pico, y «koilos»: cóncavo; significando «de pico cóncavo»; y el nombre de la especie «dimidiatus», proviene del latín y significa «dividido».

### Taxonomía
Las pruebas de ADN mitocondrial indican que su pariente más cercano es la tangara enmascarada (Ramphocelus nigrogularis), con antepasados comunes que se separaron hace unos 800.000 años.
Esta relación fue confirmada por los amplios estudios filogenéticos recientes de Burns et al. (2014).

### Subespecies
Según la clasificación Clements Checklist/eBird v.2019 se reconocen cinco subespecies, con su correspondiente distribución geográfica:
- Ramphocelus dimidiatus isthmicus Ridgway, 1901 – oeste y centro de Panamá (al este hasta el río Chepo).
- Ramphocelus dimidiatus arestus Wetmore, 1957 – isla Coiba, Panamá.
- Ramphocelus dimidiatus dimidiatus Lafresnaye, 1837 – extremo este de Panamá (Darién) hasta el norte de Colombia y oeste de Venezuela.
- Ramphocelus dimidiatus limatus Bangs, 1901 – isla Pearl, bahía de Panamá.
- Ramphocelus dimidiatus molochinus Meyer de Schauensee, 1950 – norte de Colombia (alto valle del Magdalena).

La clasificación del Congreso Ornitológico Internacional (IOC) considera a la subespecie isthmicus como inválida e incluida en la nominal.